# 正丸駅
正丸駅（しょうまるえき）は、埼玉県飯能市坂元にある、西武鉄道西武秩父線の駅。駅番号はSI33。
当駅の西武秩父駅寄りは正丸トンネルとなっている。

## 歴史
- 1969年（昭和44年）10月14日：開業。
- 2023年（令和5年）3月1日 - 駅係員の常駐を終了し巡回駅へ変更するとともに、窓口および券売機での切符等の販売・ICカードのチャージを終了[1][2]。

## 駅構造
島式ホーム1面2線を有する地上駅。駅舎はホームより低い場所にあり、ホームと駅舎の間は飯能側にある線路下部の通路により連絡している。トイレは改札外に設置されている。自動改札機は設置されていないが、PASMOやSuica利用者のための簡易改札機が設置されている。

### のりば
| ホーム | 路線       | 方向 | 行先                   | 備考          |
| ------ | ---------- | ---- | ---------------------- | ------------- |
| 1      | 西武秩父線 | 上り | 飯能・所沢・池袋方面   |               |
| 2      | 西武秩父線 | 下り | 芦ヶ久保・西武秩父方面 | 一部1番ホーム |

（出典：西武鉄道:駅構内図）
- 下り2番ホーム側を本線とする1線スルー方式で、特急列車・S-TRAINは必ず2番ホーム側を通過する。そのため、通過列車がある場合、下り列車の発車番線が変更になる。該当列車は、階段上に置かれた看板に記載がある。

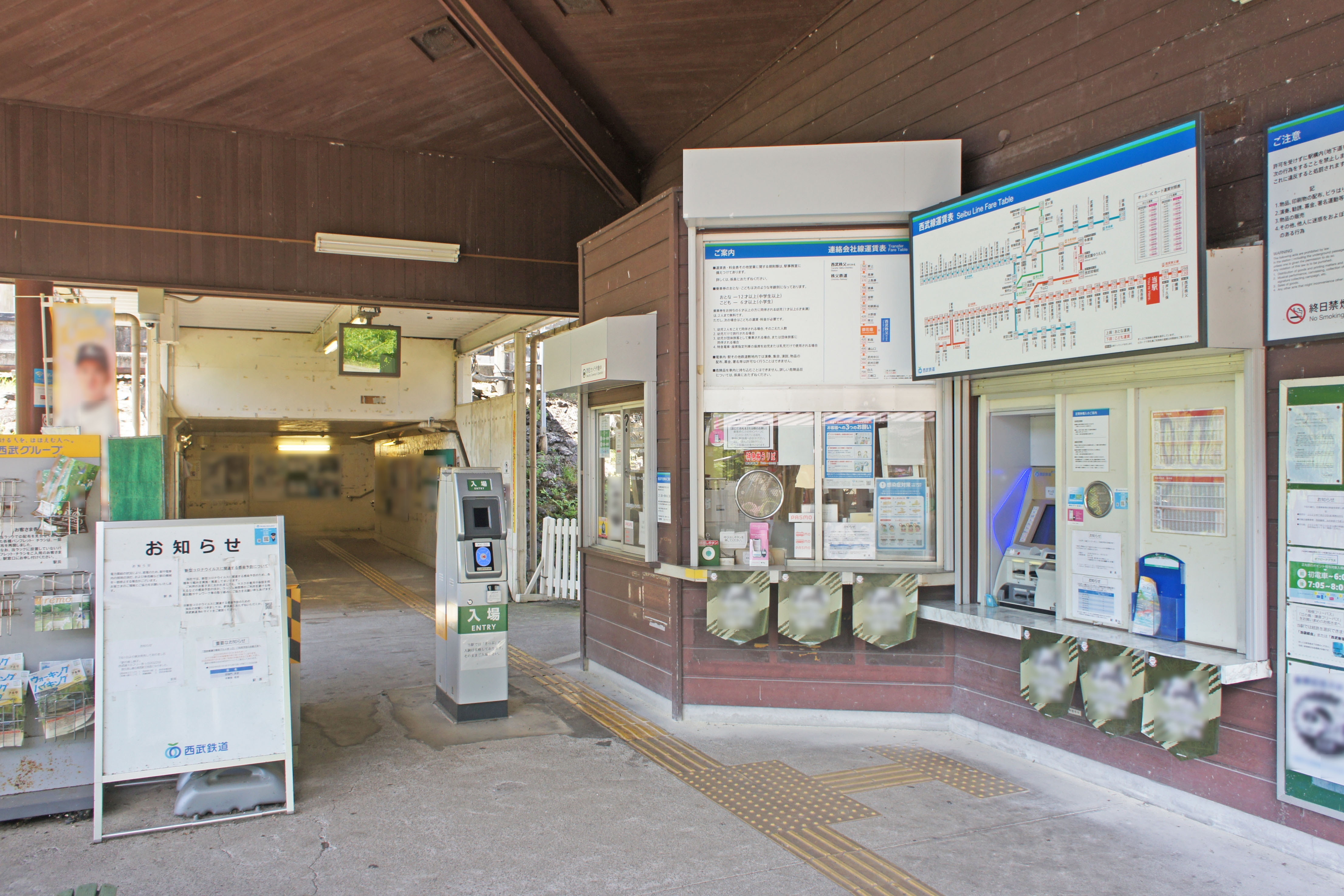
改札口（2022年7月）
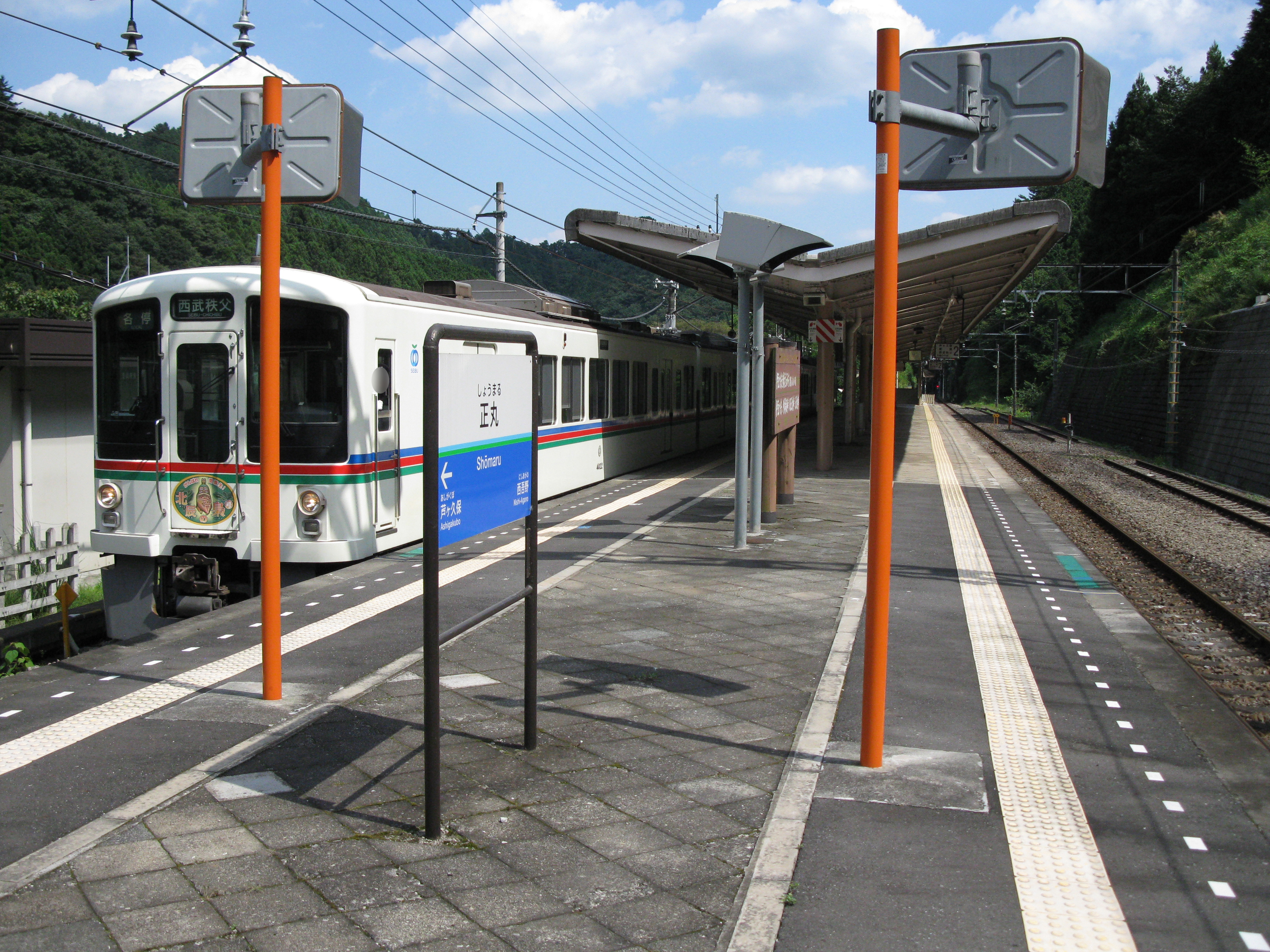
ホーム（2009年8月）

## 利用状況
- 西武鉄道 - 2024年度の1日平均乗降人員は164人である[西武 1]。
西武鉄道全92駅の中で最も利用者が少ない。

近年の1日平均乗降・乗車人員の推移は下記の通りである。
| 年度               | 1日平均 乗降人員 | 1日平均 乗車人員 | 出典              |
| ------------------ | ---------------- | ---------------- | ----------------- |
| 1995年（平成07年） | 613              |                  |                   |
| 1996年（平成08年） | 636              |                  |                   |
| 1997年（平成09年） | 501              |                  |                   |
| 1998年（平成10年） | 451              |                  |                   |
| 1999年（平成11年） | 479              | 228              | [ 埼玉県統計 1 ]  |
| 2000年（平成12年） | 423              | 172              | [ 埼玉県統計 2 ]  |
| 2001年（平成13年） | 425              | 176              | [ 埼玉県統計 3 ]  |
| 2002年（平成14年） | 399              | 162              | [ 埼玉県統計 4 ]  |
| 2003年（平成15年） | 388              | 160              | [ 埼玉県統計 5 ]  |
| 2004年（平成16年） | 357              | 147              | [ 埼玉県統計 6 ]  |
| 2005年（平成17年） | 347              | 142              | [ 埼玉県統計 7 ]  |
| 2006年（平成18年） | 329              | 135              | [ 埼玉県統計 8 ]  |
| 2007年（平成19年） | 335              | 137              | [ 埼玉県統計 9 ]  |
| 2008年（平成20年） | 326              | 129              | [ 埼玉県統計 10 ] |
| 2009年（平成21年） | 319              | 128              | [ 埼玉県統計 11 ] |
| 2010年（平成22年） | 304              | 121              | [ 埼玉県統計 12 ] |
| 2011年（平成23年） | 292              | 112              | [ 埼玉県統計 13 ] |
| 2012年（平成24年） | 287              | 108              | [ 埼玉県統計 14 ] |
| 2013年（平成25年） | 287              | 113              | [ 埼玉県統計 15 ] |
| 2014年（平成26年） | 249              | 99               | [ 埼玉県統計 16 ] |
| 2015年（平成27年） | 239              | 93               | [ 埼玉県統計 17 ] |
| 2016年（平成28年） | 230              | 90               | [ 埼玉県統計 18 ] |
| 2017年（平成29年） | 236              | 100              | [ 埼玉県統計 19 ] |
| 2018年（平成30年） | 219              | 86               | [ 埼玉県統計 20 ] |
| 2019年（令和元年） | 194              | 75               | [ 埼玉県統計 21 ] |
| 2020年（令和02年） | 144              |                  |                   |
| 2021年（令和03年） | 169              |                  |                   |
| 2022年（令和04年） | 173              |                  |                   |
| 2023年（令和05年） | 167              |                  |                   |
| 2024年（令和06年） | 164              |                  |                   |

## 駅周辺
駅前には2021年（令和3年）9月まで正丸駅売店があった。西武リアルティソリューションズは2024年（令和6年）3月3日に旧正丸駅売店を「SHOMARU OASIS SHOP『山小屋』」（ぶな総合企画（飯能市）が運営）としてリニューアルオープンすることになった。
- 国道299号
  - 正丸トンネル
- 正丸峠
- 伊豆ヶ岳
- 苅場坂峠

正丸峠から山伏峠を通って、旧名栗村方面へ行くこともできる。
- 名栗げんきプラザ（旧 名栗少年自然の家）

## 隣の駅
西武鉄道

 西武秩父線
西吾野駅 (SI32) - 正丸駅 (SI33) - （正丸トンネル信号場） - 芦ヶ久保駅 (SI34)
- 正丸トンネル信号場は、正丸トンネル内に設けられた列車交換施設である。

#### 利用状況
西武鉄道の1日平均利用客数
1. 1 2 3  “駅別乗降人員（2024年度１日平均）” (pdf).   西武鉄道. 2025年6月7日閲覧。
2. ↑  駅別乗降人員（2020年度1日平均） - ウェイバックマシン（2021年9月23日アーカイブ分）、2022年8月20日閲覧
3. ↑  駅別乗降人員（2021年度1日平均） - ウェイバックマシン（2022年7月8日アーカイブ分）、2022年8月20日閲覧
4. ↑  “駅別乗降人員（2022年度1日平均）　” (PDF).   西武鉄道. 2023年6月27日時点のオリジナルよりアーカイブ。2023年6月27日閲覧。
5. ↑  “駅別乗降人員（2023年度１日平均）” (pdf).   西武鉄道. 2024年6月21日閲覧。

西武鉄道の統計データ
1. ↑  統計はんのう - 飯能市
2. ↑  各種報告書 - 関東交通広告協議会
3. ↑  埼玉県統計年鑑

埼玉県統計年鑑
1. ↑  平成12年
2. ↑  平成13年
3. ↑  平成14年
4. ↑  平成15年
5. ↑  平成16年
6. ↑  平成17年
7. ↑  平成18年
8. ↑  平成19年
9. ↑  平成20年
10. ↑  平成21年
11. ↑  平成22年
12. ↑  平成23年
13. ↑  平成24年
14. ↑  平成25年
15. ↑  平成26年
16. ↑  平成27年
17. ↑  平成28年
18. ↑  平成29年
19. ↑  平成30年
20. ↑  令和元年
21. ↑  令和2年